# Anna Errera
Anna Errera (Trieste, 3 settembre 1870 – Milano, 1940) è stata una scrittrice italiana.

## Biografia
Di origine ebraica, fu sorella delle scrittrici Rosa ed Emilia Errera. Scrittrice per l'infanzia e autrice di libri sul metodo pedagogico, nel 1908 tenne una relazione al I Congresso delle donne italiane a Roma. Con sua sorella Rosa condivise gli ideali mazziniani, tanto da pubblicare nel 1932 Vita di Mazzini. Tra le sue opere ricordiamo il racconto Gatti che sembrano uomini, il quale evidenzia la necessità di mutua convivenza tra le diverse classi sociali e affronta il tema dell'emigrazione, e il volumetto Nel silenzio e nelle tenebre, dove si narra di una ragazzina cieca e sordomuta che grazie alla sua caparbietà riesce a diventare una scrittrice di successo.
Non riuscì ad assistere alla pubblicazione della sua Vita del popolo ebraico, consegnata a Garzanti e pubblicata solo dopo la seconda guerra mondiale per via delle leggi razziali fasciste.